# Arnauld de Oihenart
Arnauld de Oihenart (baskijski: Arnaut Oihenart) (Mauléon, Zuberoa, 7. kolovoza 1592. − Donapaleu, Donja Navarra, 14. siječnja 1668.) bio je baskijski povjesničar, pjesnik, pravnik, odvjetnik, jezikoslovac i paremiologija. Stvarao je na baskijskom i francuskom.

## Ime
Izvori mu spominju ime u oblicima Arnauld d'Oihénart, Arnaud d'Oyhénart, Arnaud Oihenart, Arnaud d'Oïhenart, Arnaud d'Oyhenard, Arnaldus Oihenartius, Arnaldus Oihenartus, Arnold Oihénart ili Arnauld Doyhenart

## Životopis
Rođen u Mauléonu (baskijski: Maule),  Zuberoa, studirao je pravo u Bordeauxu, gdje je diplomirao 1612. Vodio je praksu s Jeanne d'Erdoy, nasljednicom plemićke obitelji Saint-Palais, pri Saboru Navare. On je provodio slobodno vrijeme i trošio svoje bogatstvo u potrazi za dokumentima po Baskiji i Béarnu te rezultate nosio u arhiv Bayonne, Toulousea, Paua, Perigorda i drugih gradova gdje su ukoričeni u četrdeset pet rukopisnih svezaka, koje je njegov sin Gabriel poslao u Colbert. Dvadeset od njih su u Nacionalnoj knjižnici u Parizu.
Oihenart je godine 1625. objavio Déclaration historique de l'injuste usurpation et retention de la Navarre par les Espagnols"  i ulomak latinskog rada na istu temu uključenu u memoare Augusta Gallanda "pour l'Histoire de Navarra" (1648.). Njegovo najznačajnije djelo je Notitia utriusque Vasconiae, tum Ibericae, tum Aquitanicae, qua praeter situm regions et alia scitu digna (Pariz, 1638.  i 1656.), opis Gaskonje i Navare. Njegova zbirka 537 baskijskih poslovica ili adages, Atsotizac Edo Refravac, uključena u svezak njegovih pjesama Gastroa Nevrthizetan, tiskana u Parizu godine 1657. pod francuskim nazivom Les Proverbes Basques Recueillis Par Le Sr D’Oihenart, Plus Les Poesies Basques du mesme Auteur, dopunjena je drugom zbirkom  Atizen Venquina. Poslovice su uredili Francisque Xavier Michel (1847.), te dodatak P. Hariston (1892.) i V. Stempf (1894.).
Umro je 1667. u Donapaleu (fra. Saint-Palais).

## Vanjske poveznice
- (baskijski) Arnaud Oihenart, Literaturaren Zubitegian.
- Manex Goihenetxe, 1993, "A. Oihenart eta bere ingurugiroa"  Arhivirana inačica izvorne stranice od 13. prosinca 2007. (Wayback Machine), Jakin, 74. zenbakia.